# Morts en eaux troubles
Morts en eaux troubles (titre original : Cause of Death) est un roman policier et thriller américain de Patricia Cornwell publié en 1996. C'est le septième roman de la série mettant en scène le personnage de Kay Scarpetta.

## Résumé
La femme-légiste Kay Scarpetta, sa nièce Lucie et un ami policier enquêtent sur deux assassinats liés indirectement à une secte.
Le 31 décembre, la légiste Kay Scarpetta est dans la maison d'un de ses collègues, le docteur Mant, près de la mer, car elle le remplace. En pleine nuit, elle reçoit un premier appel de la police lui indiquant qu'on avait signalé le corps d'un plongeur, dans un ancien chantier naval, dans la rivière Elizabeth. Elle estime peu probable que cette information soit confirmée. Elle note le nom de la personne qui lui a donné cette information.
Elle est rappelée une deuxième fois et cette fois-ci l'information est confirmée. Elle découvre avec surprise que la personne qui l'a appelée précédemment est inconnue pour les policiers qui l'appellent. Pas loin du corps, il y a un bateau où on a trouvé les papiers d'identité d'un journaliste qu'elle connaît : T. A. Eddings.
Elle se rend sur place, elle veut aller chercher elle-même le corps sous l'eau pour faire toutes les constatations : la zone où se trouve le corps est à côté de bateaux de guerre américains, mais dépend d'une autorité civile. Le policier Roche et les militaires sur place essaient de l'empêcher de faire son travail. Elle est médecin légiste, diplômé en plongée et a fait des études de droit. Ces opposants sont donc obligés de céder. La victime utilisait un narguilé pour plonger. La légiste met son équipement de plongée, elle est consciente qu'une plongée en pleine nuit dans une eau très sale (et donc avec une visibilité réduite) est dangereuse. Heureusement, il y a deux marines spécialisés en plongée qui se montrent gentils avec elle ; ils la préviennent que tout le monde entendra ce qu'elle dira durant la plongée.
Elle plonge, elle trouve le corps facilement, le tuyau d'arrivée d'air qui le relie à son bateau est coincé derrière l'hélice d'un bateau. Elle dégage ce tuyau sans difficulté, ce qui signifie probablement que le tuyau s'est coincé après le décès.
Après avoir ramené le corps à terre, elle fait les constatations liées à son métier. Pour que le corps soit présentable à la famille, elle retire le masque de plongée du cadavre avant que la rigidité cadavérique soit complète.
Elle fait ouvrir son laboratoire en pleine nuit. Elle amène le corps dans son laboratoire. Elle commence l'autopsie, en présence de plusieurs autres personnes, notamment deux policiers : l'un est son ami, le ventripotent Marino, l'autre, le policier Roche, qui se montre hostile. Ce second policier supporte difficilement l'autopsie, et les remarques de Marino sur la gastronomie le font fuir. Kay Scarpetta est non seulement légiste, mais elle a aussi une sensibilité particulière à l'odeur du cyanure. Elle est donc la seule à s'apercevoir que l'intérieur du corps a la même odeur que ce poison. Quelqu'un a mis un gaz empoisonné dans le tuyau qui fournissait de l'air au plongeur.
Elle passe la nuit dans la villa de son collègue avec sa nièce bien-aimée, Lucy Farinelli, agente du FBI,  et son ami policier Marino. Ce dernier part chercher quelque chose dehors en pleine nuit. La nièce découvre qu'il a éteint sa lampe de poche, ce qu'elle trouve bizarre. Cela alarme sa tante car le policier n'avait pas de lampe. Le lendemain matin, ils découvrent des traces de pas et leurs pneus sont lacérés. Le policier Roche arrive en catimini derrière Kay Scarpetta et essaie de l'intimider .
Marino a trouvé une bible satanique dans le logement du journaliste, et de nombreuses armes. Sur l'ordinateur du journaliste, quelqu'un a supprimé des fichiers. La nièce n'a aucune difficulté à récupérer ses fichiers détruits en utilisant les fonctionnalités de MS-DOS 6.   
Ils interrogent aussi la mère du journaliste. Il avait aussi une mystérieuse petite amie. 
Les pneus des voitures sont réparés, Kay Scarpetta envoie un de ses collègues, Danny Webster, pour récupérer sa Mercedes. Il est tué, avec une arme de professionnel. Kay Scarpetta est très affectée par le meurtre de ce collègue sympathique et serviable. Elle retrace l'itinéraire de la victime : il est allé manger dans un snack-bar, le tueur l'a attendu pendant longtemps à la sortie, puis le tueur l'a emmené avec la Mercedes du légiste dans un terrain vague et l'a tué ; il a laissé  la Mercedes, donc le but n'était pas le vol de cette luxueuse voiture. Kay Scarpetta autopsie son collègue. Les scientifiques analysent la balle et la douille ; durant cette analyse, une alerte incendie  a lieu ; le halon se déverse dans toutes les salles pour éteindre tout incendie potentiel. Kay Scarpetta et les autres policiers quittent le bâtiment correspondant.
Janet, la petite amie de Lucie est elle aussi agente du FBI. Cette dernière révèle ses penchants à ses parents et ceux-ci le prennent très mal. Cela incite temporairement la nièce à redevenir alcoolique.
L'alerte incendie était due à la découverte d'uranium faiblement  radioactif durant l'analyse des traces trouvées dans la Mercedes de Kay Scarpetta. Elle met le morceau radioactif dans une enveloppe en papier kraft ; elle découvre que son ami Marino a une phobie de la radioactivité ; il est pris d'une crise de panique, elle le calme et l'incite vivement à aller voir une cardiologue.
La voiture de Marino et de Kay Scarpetta est prise en filature. Celui qui les suit n'essaie pas d'être discret. Marino relève le numéro de plaque minéralogique, mais le DMV (service informatique des véhicules) est en panne, donc ils ne peuvent savoir qui est le propriétaire. 
Pour le FBI, la nièce Lucy et sa concubine Janet sont sur la piste d'un pirate informatique. Par coïncidence, il semble que ce pirate est lié à l'affaire dont s'occupe la légiste Scarpetta. 
Lorsque le policier Marino et Kay Scarpetta reprennent leur voiture, ils sont à nouveau pris en filature. Marino provoque volontairement un accident : il freine brutalement  et la voiture qui l'avait pris en filature le heurte ; il découvre sans surprise que le conducteur était le policier Roche qui avait tenté d'intimider Kay Scarpetta. Marino fait incarcérer son collègue sous un quelconque prétexte.
La secte sur laquelle enquêtait le journaliste bascule dans l'illégalité : elle prend le contrôle d'une centrale nucléaire et prend en otage le personnel de la centrale. La secte a un accord avec la Libye pour vendre des dizaines de tonnes d'uranium 238.
En Concorde, Kay Scarpetta part enquêter en Angleterre pour retrouver le collègue qu'elle remplace. Elle est en compagnie de Wesley Benton, l'agent du FBI dont elle est amoureuse. Elle lui reproche de ne pas lui avoir dit que leur liaison provoquait des problèmes dans le couple des Benton.
En Angleterre, elle retrouve son collègue légiste et découvre qu'il lui a menti, il a lui aussi subi des pressions et a préféré partir. Il est effondré en apprenant que leur collègue commun, Danny Webster, a été tué.
Kay Scarpetta retourne aux États-Unis, à Quantico, le siège du FBI.  Le FBI a retrouvé la petite amie du journaliste, Loren McComb, c'est elle qui l'a tué. Le FBI l'incarcère dans une chambre confortable, à côté de celle où Kay Scarpetta passe une nuit relativement tranquille. Cette dernière entend la télévision que sa voisine écoute.
Le chef de la secte est blessé et dans le coma, à l'intérieur de la centrale nucléaire. Kay Scarpetta va au milieu des preneurs d'otage, officiellement pour soigner le chef des preneurs d'otage, officieusement pour les empêcher d'exécuter les otages. La nièce envoie le robot filoguidé du FBI sur place. Les preneurs d'otage sont neutralisés.